# Cantou

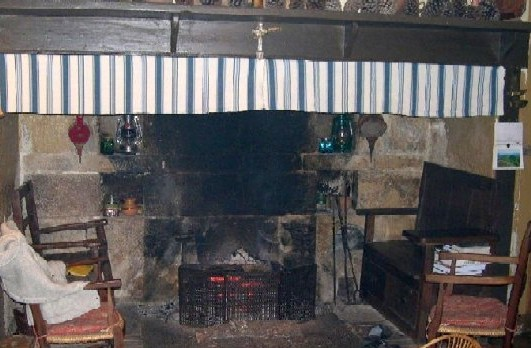
Un canton al Baix Llemosí. A dalt de tot es pot veure un prestatge, que al mig té un crucifix platejat. El canton és envoltat de cadires i un banc, que serveix també per guardar la sal. A cada costat de la xemeneia hi ha dos ninxos o lleixes encastats en els quals hi ha alguns recipients i llums d'oli.

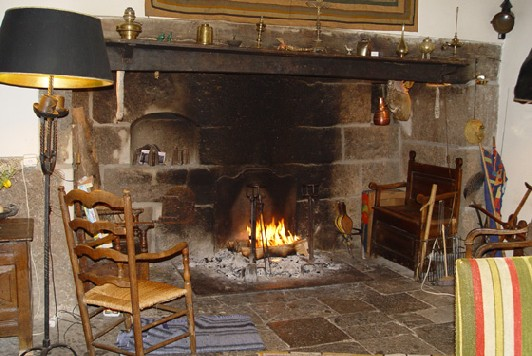
En aquesta altra imatge s'aprecia millor l'estant superior. Aquest canton té, a més, un forn, a l'esquerra. A la dreta es pot veure un pernil penjat a la posella

El canton (mot en occità, pronunciat cantú i escrit canton en grafia no normalitzada) és, a les cases tradicionals occitanes, el centre de la vida familiar, la sala que fa les funcions de cuina i de sala d'estar, i més precisament la xemeneia, que és la que dona el nom a la sala. Encara avui dia, se sol dir canton a la cuina, encara que s'estigui parlant en francès, sobretot al nord d'Occitània. El mot canton significa cantó, i més precisament "el cantó, o racó, del foc".
De l'edat mitjana fins al segle xx, el canton ha estat el centre de la vida en una casa, ja que complia les funcions de cuina, donar escalfor, llum, etc. Les cendres es recollien i s'usaven per a fer detergent. Les marmites es penjaven sobre el foc d'una corda o cadena. A la mateixa paret del canton, una mica per sobre, hi havia sempre una lleixa llarga, sovint de paret a paret, i sobresortint, de la qual es menjaven pernils i llonganisses, i damunt la qual es guardaven els llums i alguns altres estris. Els estris per a cuidar el foc, però, es deixaven al costat, ben a mà.

## Tradicions
Les vetllades a la vora de la llar de foc o del canton han estat la distracció principal de les famílies camperoles occitanes fins al segle xix. Cada vespre s'hi reunia la família, disposada en semicercle al voltant del canton, tradicionalment els avis seien de fet al canton mateix, al costat dels nens més petits. L'avi, com a cap de família, seia al lloc d'honor, el banc on es desava la sal, i l'àvia devant seu en una butaca. Hom parlava del que s'havia fet durant el dia, explicava o escoltava històries o tafaneries, menjava una mica de pa amb formatge o algun embotit, o potser une castanyes cuites al foc i bevia vi o algun licor. A les diades s'hi afegien els veïns i els amics, de vegades també es cantava, o fins i tot ballava, i era el lloc on començaven a festejar els joves.
Aquest foc es mantenia encès tot el dia i només es feia mig adormir durant la nit. El matí a primera hora la nena més petita de la casa, com que era la que tenia les mans més petites, era la que havia de fer-lo revifar abans que baixessin els altres. De vegades s'amortava completament, i era habitual haver d'anar a casa del veí per demanar-li una espurna i portar-la fins al seu canton.